# Administratorzy Wyspy Bożego Narodzenia

## Lista administratorówWyspa Bożego Narodzenia
Wyspa Bożego Narodzenia od 1955 jest terytorium zależnym Australii. Wcześniej wchodziła w skład imperium kolonialnego Wielkiej Brytanii. Od 1995 administrator Wyspy Bożego Narodzenia jest jednocześnie administratorem Wysp Kokosowych.

## Oficjalny Przedstawiciel 1955-1968
- 1 października 1958 - 30 września 1960 D.E. Nickels
- 1 października 1960 - 12 czerwca 1966 John William Stokes
- 13 czerwca 1966 - 30 kwietnia 1968 Charles Ivens Buffett

## Administrator 1968-
- 1 maja 1968 - 30 kwietnia 1970 Leslie Dudley King
- 1 maja 1970 - 14 marca 1973 John Sampson White
- 15 marca 1973 - 14 marca 1974 F.S. Evatt
- 15 marca 1974 - 8 października 1975 Charles Henry Webb
- 1 listopada 1975 - 31 października 1977 William Worth
- 1 listopada 1977 - 4 maja 1980 F.C. Boyle
- 19 maja 1980 - 25 maja 1982 Rendle McNeilage Holten
- 26 maja 1982 - 9 sierpnia 1983 William Yates
- 10 sierpnia 1983 - 15 sierpnia 1986 Thomas "Tom" Ferguson Paterson
- 15 kwietnia 1986 - 3 sierpnia 1986 C. Stephens (tymczasowo)
- 4 sierpnia 1986 - 24 lutego 1990 Alexander Donald Taylor
- 25 lutego 1990 - 2 maja 1991 W.A. McKenzie
- 2 maja 1990 - 4 lipca 1991 A. Mitchell (tymczasowo)
- 5 lipca 1991 - 9 marca 1992 P. Gifford (tymczasowo)
- 10 marca 1992 - 9 marca 1994 Michael John Grimes
- 10 marca 1994 - 30 czerwca 1994 Peter Woods (tymczasowo)
- 1 lipca 1994 - 30 czerwca 1996 Danny Ambrose Gillespie
- 1 lipca 1996 - 24 kwietnia 1997 Merrilyn Ann Chilvers (tymczasowo)
- 25 kwietnia 1997 - 30 września 1997 Graham Nicholls (pierwszy raz) (tymczasowo)
- 1 października 1997 - 30 października 1998 Ron G. Harvey (tymczasowo)
- 1 listopada 1998 -  3 lutego 1999 Graham Nicholls (drugi raz) (tymczasowo)
- 4 lutego 1999 - 30 lipca 2003 William "Bill" Leonard Taylor
- 30 lipca 2003 - 1 listopada 2003 Ray Stone (tymczasowo)
- 1 listopada 2003 - 31 października 2005 Evan John Williams
- 30 stycznia 2006 - nadalNeil Lucas